# Ажальбер, Жан

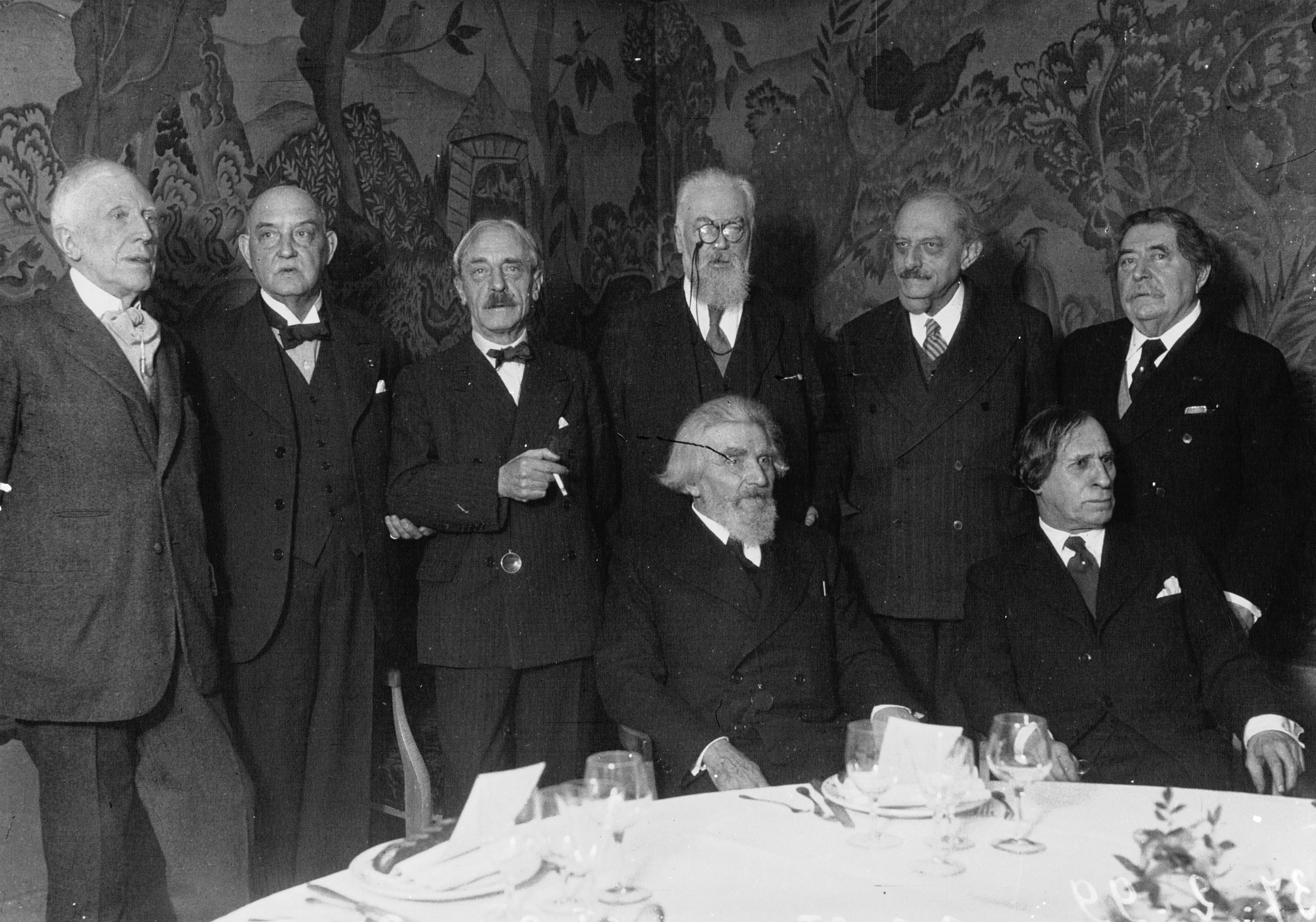
Основатели академии Малларме в 1937 году, стоят (слева направо): Эдуар Дюжарден, Франсис Вьеле-Гриффен, Поль Валери, Андре-Фердинан Герольд, Андре Фонтена, Жан Ажальбер. Сидят: Сен-Поль-Ру, Поль Фор.

Жан Ажальбер (фр. Jean Ajalbert; 10 июня 1863, Леваллуа-Перре, департамента О-де-Сен, Франция — 14 января 1947, Каор, департамента Ло, Франция) — французский писатель, поэт и искусствовед. Член Гонкуровской академии (1917—1947). Один из основателей Академии Малларме в 1937 году. Коллаборационист Второй мировой войны.

## Биография
Окончил Лицей Кондорсе. Сотрудничал с редакцией журнала «La Justice» (фр.) и радикальной группой Жоржа Клемансо. Вначале сторонник анархизма.
Под псевдонимом Хью Марси напечатал свои первые стихи. В конце XIX века Ажальбер вращался в среде символистов и декадентов, тогда же написал первые романы.
Был куратором музея наполеоновской эпохи в Шато-де-Мальмезон, затем — директором национальной мануфактуры гобеленов в Бове.
Член Французской народной партии с 1942 года. В годы Второй мировой войны входил в состав «Комитета освобождения Франции» под руководством лидера ультраправой Французской народной партии Жака Дорио. За сотрудничество с фашистами находится под судом и следствием, отбывал тюремное заключении в 1945 году.
Автор книг на разные темы, посвящённых архитектуре, изготовлению гобеленов, авиации, путешествиям и жизни в Лаосе и Индокитае и др.
Ряд книг посвятил «Прекрасной эпохе» и вождю реваншистско-антиреспубликанского движения Жоржу Буланже.

## Избранные произведения
- La Tournee,
- Le Maroc sans Les Boches Voyage de Guerre 1916,
- Sur le vif,
- Les paysages de femmes,
- Sur le talus,
- L’Auvergne,
- L’indo-Chine En Péril